# 8923 Yamakawa
8923 Yamakawa (1996 WQ1) là một tiểu hành tinh vành đai chính được phát hiện ngày 30 tháng 11 năm 1996 bởi T. Kobayashi ở Oizumi.